# Isabel Lippitz

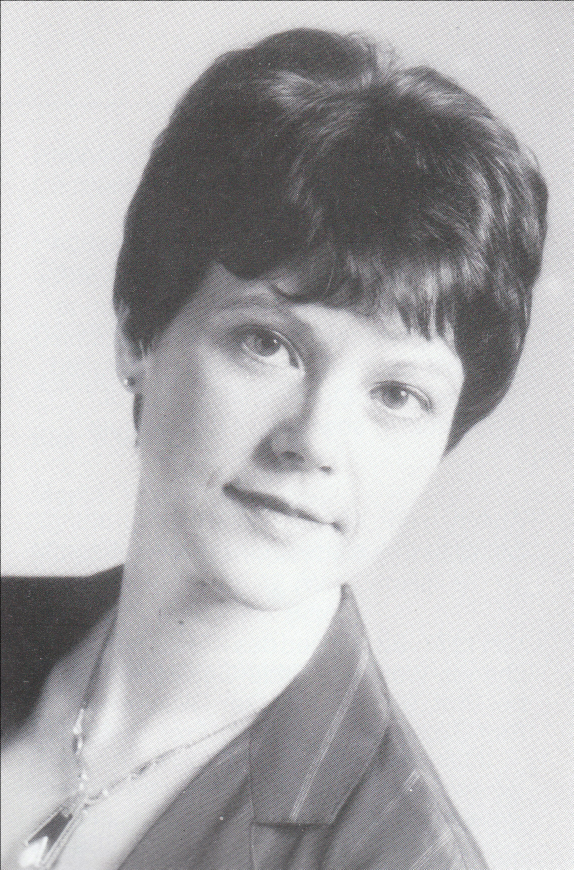
Isabel Lippitz

Isabel Lippitz (* 1946) ist eine deutsche Konzertsängerin (lyrischer Koloratursopran) und Hochschuldozentin für Gesang i. R. an der Universität Siegen (Fach Musik). 

## Leben und Werk

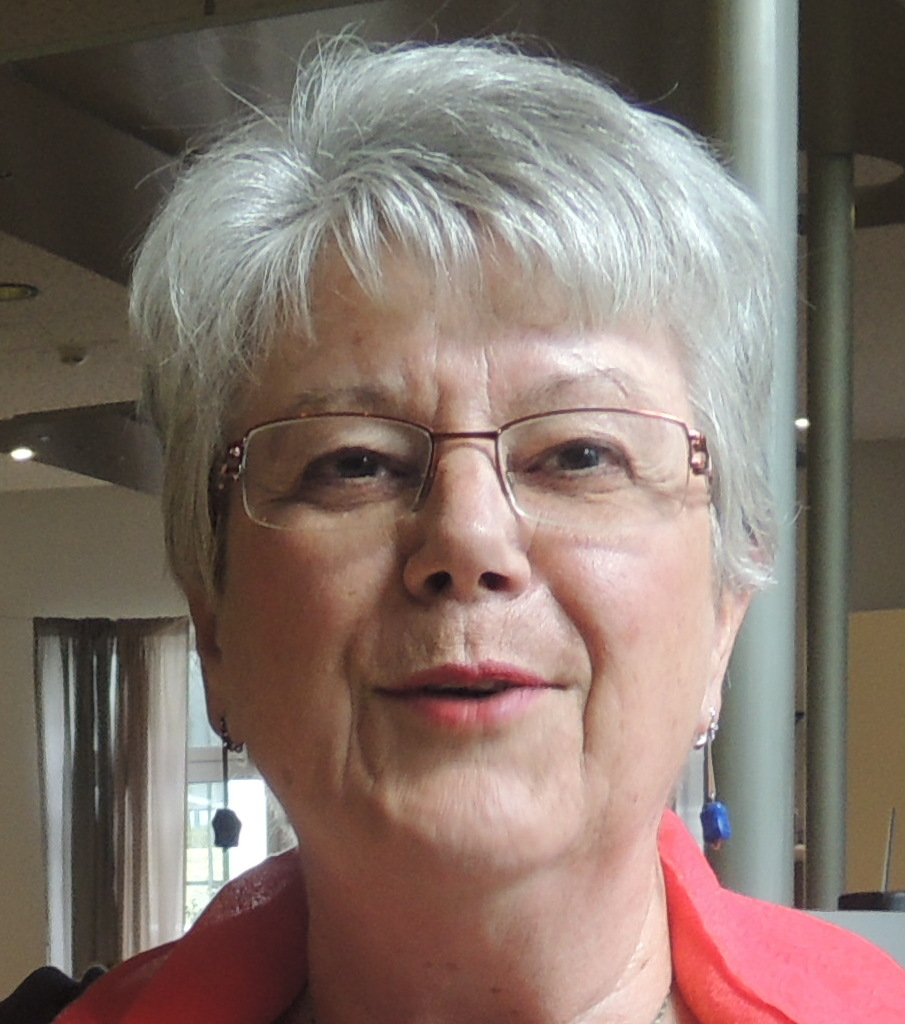
Isabel Lippitz (2019)

Isabel Lippitz wuchs in Osnabrück als Tochter des Orchestermusikers (Horn) Heinrich Lübke auf. Nach dem Studium an der PH Osnabrück (C-Prüfung als Organistin Chorleiterin bei KMD Traugott Timme), legte sie 1972 die 2. Lehramtsprüfung als Volksschullehrerin in Bramsche ab. Es folgte ein Gesangsstudium an der Nordwestdeutschen Musikakademie Detmold bei Prof. Theo Lindenbaum und Günther Weißenborn (Liedgestaltung), sie war Mitglied der Opernschule. 1976 machte sie die Künstlerische Reifeprüfung und die Staatliche Musiklehrerprüfung für Gesang. 1975 und 1977 war sie Sopranistin im Bayreuther Festspielchor, darauf ging sie in den Rundfunkchor des WDR in Köln. Nachdem sie 1976 zunächst einen Lehrauftrag für Gesang an der Universität Siegen im Fach Musik angenommen hatte, wurde ihr dort 1982 die Stelle als Gesangsdozentin angeboten. Nach der Pensionierung 2007 unterrichtete sie hier noch bis 2019 im Rahmen eines Lehrauftrags.
Seit 2013 schreibt sie als freie Mitarbeiterin der Siegener Zeitung Kritiken und Berichte: u. a. Klassische und Gegenwarts-Musik, Kunst.
Isabel Lippitz ist seit 1970 mit Wilfried Lippitz verheiratet und lebt in Siegen. Sie haben zwei Söhne.

## Konzerttätigkeit

### Repertoire
Zahlreiche Oratorien, Messen, Kantaten, Arien sowie ca. 800 Klavier- und Gitarrenlieder aus 5 Jahrhunderten.
- 1976: Finalistin im VDMK Gesangswettbewerb Berlin
- 1978: Marienvesper (Monteverdi) in der Peterskirche Heidelberg mit dem Hilliard Ensemble, Leitung Wolfgang Schult
- 1978: Coro (Luciano Berio) in der Mailänder Scala, Leitung Luciano Berio
- 1979: Israel in Ägypten (Händel) Stadthalle Wuppertal mit Jochen Kowalski, Leitung Peter Gülke
- 1980: Matthäuspassion (Bach) im Altenberger Dom mit Christoph Prégardien
- 1982: Das Gesicht Jesajas (Willy Burkhard) Einsprung im Altenberger Dom, Leitung Volker Hempfling
- 1982: Preis der Tonkunst (Händel) mit dem Rheinischen Bach-Collegium im Schloss Schönbrunn (ORF-Mitschnitt)
- 1985: Salve Regina-Vertonungen bei den Salzburger Festspielen
- 1988: Johannespassion (Bach) im Hildesheimer Dom mit Thomas Quasthoff
- 1989: Liederabend in der Universität Edmonton, Kanada
- 1996: Ein deutsches Requiem (Brahms) Kölner Philharmonie mit Klaus Mertens
- 2000: Weihnachtsoratorium und Magnificat (Bach) in der Siegerlandhalle, Leitung Ulrich Stötzel

### Uraufführungen
Solistische Mitwirkung in Werken u. a. von Helmut Barbe, Luciano Berio, Herbert Callhoff, Mauricio Kagel, Fanny Hensel, Kurt Hessenberg, Wolfgang Hildemann, Hanno Hussong, Bert Rudolf, Burghard Schloemann, Wolfgang Stockmeier, Iannis Xenakis. Rundfunkaufnahmen im WDR, NDR, DLF, SWR, Israelischer Rundfunk, RAI Rom, ORF Wien.

## Frau und Musik
Durch die Kirchenmusikerin und Dirigentin Elke Mascha Blankenburg angeregt, die durch den Artikel für die EMMA „Vergessene Frauen der Musikgeschichte“ die Frauenbewegung im Bereich der Musik beförderte und 1977 den „Internationalen Arbeitskreis Frau und Musik“ gründete, beschäftigte sich Isabel Lippitz selbst ab 1978 intensiv mit dem Thema. Zwei Jahre führte sie das Archiv des Arbeitskreises. In zahlreichen Liederabenden, später auch in Vorträgen sowie im Unterricht, stellte sie Werke von Komponistinnen vor, zusammen mit ihrer Schwester Sigrid Jacobi (Klavier), der Pianistin und Komponistin Barbara Heller, mit Viola Mokrosch (Klavier) und mit Sabine Giesbrecht (Musikpädagogik, Universität Osnabrück). Zudem sind ihr zahlreiche Weltersteinspielungen, darunter Werke von Fanny Mendelssohn-Hensel, sämtliche Lieder von Alma Mahler-Werfel und Lied-CDs von Clara Wieck-Schumann, zu verdanken.

## Diskografie
- 1978: Felix Mendelssohn: Geistliche Chormusik (Schwann)
- 1980: Luciano Berio: Coro (Deutsche Grammophon)
- 1980: Burghard Schloemann: Es sungen drei Engel (Emi Electrola DG)
- 1981: Johann Sebastian Bach: Bachkantaten 1 und 140 (Verkehrsverein Unna)
- 1985: Georg Friedrich Händel: Johannespassion (ambitus)
- 1989: Florent Schmitt: Psaume 47

### Frau und Musik (Weltersteinspielungen)
- 1984: Fanny Mendelssohn-Hensel: Oratorium (Leitung Elke Mascha Blankenburg), CPO
- 1985: Fanny Mendelssohn-Hensel: Lieder op. 1, 7, 9, 10 (Barbara Heller, Klavier), CPO
- 1986: Alma Mahler-Werfel: Sämtliche Lieder (Barbara Heller, Klavier), CPO
- 1986: Johanna Kinkel (Radiofeature SWF): Lieder der Komponistin Johanna Kinkel (Autorin Eva Weissweiler)
- 1991: Clara Wieck-Schumann: Sämtliche Lieder (Deborah Richards, Klavier), Bayer Records
- 1993/2002: Barbara Strozzi: Il Primo Libro di Madrigali (clara records) u. a. mit Hera Lind alias Herlind Wartenberg, Alt
- 1995: Marianna Martinez: Psalmkantaten (Aulos Schwann), Leitung Elke Mascha Blankenburg